# Helmut Debus
Helmut Debus (* 3. Mai 1949 in Hartenrod) ist ein niederdeutscher Liedermacher.

## Leben
Helmut Debus wurde in Hessen geboren und wuchs in Brake auf.  Zu Hause wurde vor allem Hochdeutsch gesprochen, die niederdeutsche Sprache lernte er auf der Straße beim Spielen. Nach einer Lehre als Buchhändler folgten verschiedene Tätigkeiten, unter anderem als Hafenarbeiter. Schließlich studierte er über den zweiten Bildungsweg.
Debus macht seit den 1960er Jahren Musik, zunächst als Schlagzeuger in der Beatband The Madmen.

„Bei mir fing alles mit 15 Jahren [1964] an – musikalisch meine ich. […] ‚The Madmen‘ war die erste Beatband in Brake. Für unsere Eltern und all die Älteren war die Musik, die wir da rausließen, völlig unverständlich. ‚Urwaldmusik‘ oder ‚Hottentottenmusik‘ waren noch die zahmsten Ausdrücke für die Musik, die endlich mal unsere Musik war. […] Meine Schützenvereinstrommel bekam zu spüren, was ich an Wut in mir hatte über Familie, Kirche, Tradition und Heimat. […] [B]ei den ‚Madmen‘ gab’s eine Zeit, in der Platt für mich überhaupt kein Thema mehr war, es war mir zu blöde. Plattdeutsch – das waren die ‚Alten‘, die Heimatvereine. Gerade davon wollte ich ja weg, raus aus der Enge. Erst als ich selbst anfing, selber deutsch zu singen, wurde mir klar, was ich da in mir hatte, eine wunderbar poetische, musikalische, zweite Sprache, die mehr mit mir zu tun hatte als die andere.“

1976 erschien Debus’ erste Langspielplatte. Seitdem sind zahlreiche weitere Alben und eine DVD sowie ein Liederbuch erschienen. Die Texte entstanden in der Anfangszeit in Zusammenarbeit mit dem Dichter Oswald Andrae. Allan Taylor spielt auch auf einigen von Debus’ CDs als zweiter Gitarrist mit. Tourneen führten Debus durch Deutschland (einschließlich der DDR), Dänemark, die Niederlande, England, Italien, Schweden und Österreich.
Mit Schallplatten von Helmut Debus regte Hans-Joachim Theil vom Volkstheater Rostock 1977 die beiden Liedermacher Joachim Piatkowski und Wolfgang Rieck (Folk-Duo Piatkowski & Rieck) an, sich mit plattdeutschen Liedern zu beschäftigen, worauf sie beschlossen, künftig ihre Texte in der Mecklenburger Variante der Niederdeutschen Sprache zu verfassen.
Das von Oswald Andrae 1979 veröffentlichte Lied Dat Leed van den Häftling Nr. 562 zu Ehren von Carl von Ossietzky wurde von Helmut Debus vertont und auf seiner LP  „Kaamt tohoop“ (1979) im deutschen Sprachraum veröffentlicht. Später erlangte es in der englischen Übersetzung unter dem Titel „Prisoner 562“ durch die Interpretation des schottischen Folksängers Dick Gaughan weltweite Bekanntheit. 1981 veröffentlichte er auf seinem Album „As een Stroom“ mit Suldat Janssen eine plattdeutsche Version von The Green Fields of France von Eric Bogle, das in Deutschland vor allem in der Version Es ist an der Zeit von Hannes Wader bekannt ist.
Debus wurde 1989 mit dem Bad Bevensen-Preis, 1990 mit dem Niedersächsischen Künstlerstipendium, 1999 mit dem Niederdeutschen Literaturpreis der Stadt Kappeln und 2004 mit dem Kulturpreis der Oldenburgischen Landschaft ausgezeichnet. 2014 war Debus für den Deutschen Musikautorenpreis der GEMA nominiert.
Viele der veröffentlichten Songs waren in den TOP 10 der Liederbestenliste. Das letzte Album „Angst legg di slapen“ (2022) wurde mit dem Preis der Deutschen Schallplattenkritik ausgezeichnet. Die drei vorherigen Alben „Dreihen un Weihen“ (2012), „Liekut un annersrum“ (2015) und „Frömde Frünnen“ (2019) waren alle für selbigen Preis nominiert.
Einige Songs entstanden für Filme, Theaterstücke und Radio-Features. Lieder oder auch das Gesamtwerk wurden als Thema für Diplom- und Hausarbeiten von Universitätsstudenten behandelt.
Etliche Songs und Texte finden sich in Lieder- und Schullesebüchern sowie in Literatur-Anthologien.
Helmut Debus lebt in Brake. Mit seiner Frau hat er zwei Söhne.

## Diskografie
- 1976: Wo ik herkam
- 1977: Wat ik meen
- 1978: För all dat
- 1979: Kaamt tohoop
- 1980: In dit platte Land
- 1981: As een Strom
- 1982: Waterland
- 1983: Wohen
- 1985: Vullmaand
- 1988: Morgenfloot
- 1991: Wille Harten
- 1994: Afsiet vun Tiet
- 1997: Möven seilt up Wind
- 1999: Vullmaand & Morgenfloot (Neuauflage der beiden gleichnamigen LPs auf einer CD)
- 2000: Twuschen Ankommen un Afscheed
- 2005: Steern un Strom
- 2009: Sacht bi Nacht
- 2012: Dreihen un weihen
- 2015: Liekut un anners rum
- 2019: Frömde Frünnen
- 2022: Angst legg di slapen